# Wereldkampioenschappen kunstschaatsen 1910
De Wereldkampioenschappen kunstschaatsen 1910 werden gevormd door drie toernooien die door de Internationale Schaatsunie werden georganiseerd.
Voor de mannen was het de vijftiende editie. Dit kampioenschap vond plaats op 29 en 30 januari in Davos, Zwitserland. Eerder was Davos in 1899 en 1900 gaststad voor het mannentoernooi, in 1906 voor het vrouwentoernooi.
Voor de vrouwen was het de vijfde editie, voor de paren de derde editie. Deze twee kampioenschappen vonden plaats op 4 februari in Berlijn, Duitsland. Berlijn was voor de tweede keer gaststad, in 1904 vond het mannentoernooi hier plaats. Het was de derde keer dat een WK in Duitsland plaatsvond, in 1906 vond het mannentoernooi in München plaats.
De Zweed Ulrich Salchow won voor de negende keer de wereldtitel. De Hongaarse Lily Kronberger prolongeerde haar titel bij de vrouwen, het was haar derde oprij. Het Duitse paar Anna Hübler / Heinrich Burger volgde het Britse paar Phyllis Johnson / James H. Johnson op als wereldkampioenen bij de paren, het was hun tweede titel.

## Deelname
Bij de mannen waren er vier deelnemers uit drie landen. Bij de vrouwen waren er twee deelneemsters uit twee landen. Bij het paarrijden kwamen er drie paren, met vier nationaliteiten, uit op het kampioenschap. Finland was het achtste land dat aan de WK kunstschaatsen deelnam. De eerste deelnemer uit dit land, Walter Jakobsson, nam deel met de Duitse Ludowika Eilers bij de paren.
(Tussen haakjes het totale aantal startplaatsen in de drie toernooien.)
| Duitse Keizerrijk (4*) Hongarije (2) Zweden (2) Finland (1*) Verenigd Koninkrijk (1) |

Voor Ulrich Salchow was het zijn twaalfde deelname.
Per Thorén nam voor de vijfde keer deel. Eerder werd hij derde (1905), vijfde (1906), vierde (1907) en tweede (1909).
Voor Werner Rittberger was het zijn eerste deelname.
Ook voor Andor Szende was het zijn eerste deelname. Hij was de tweede vertegenwoordiger uit Hongarije op het WK en de eerste in het mannentoernooi.
Voor Lily Kronberger was het haar vijfde deelname, zij werd derde in 1906, 1907.
Elsa Rendschmidt nam voor de vierde keer deel, zij werd vierde in 1906, 1907 en tweede in 1908.
Voor het paar Johnson / Johnson was het hun derde deelname. In 1908 werden ze tweede, in 1909 wereldkampioen.
Anna Hübler / Heinrich Burger deden voor de tweede keer bij de paren mee. In 1908 werden zij de eerste wereldkampioenen. Voor Burger was het zijn vijfde WK deelname, in 1904, 1906, 1907 en 1908 nam hij (ook) deel in het mannentoernooi, waarbij hij drie medaille behaalde.
De Duitse Ludowika Eilers en de Fin Walter Jakobsson namen voor de eerste keer deel aan het WK.

## Medaille verdeling
| Discipline | Goud                          | Zilver                             | Brons                              |
| ---------- | ----------------------------- | ---------------------------------- | ---------------------------------- |
| Mannen     | Ulrich Salchow                | Werner Rittberger                  | Andor Szende                       |
| Vrouwen    | Lily Kronberger               | Elsa Rendschmidt                   |                                    |
| Paren      | Anna Hübler / Heinrich Burger | Ludowika Eilers / Walter Jakobsson | Phyllis Johnson / James H. Johnson |

## Uitslagen
pc = plaatsingcijfer
| Mannen |                     |                                |    |
| #      | naam (deelname)     | land                           | pc |
| Goud   | Ulrich Salchow (12) | Vlag van Zweden                | 11 |
| Zilver | Werner Rittberger   | Vlag van Duitse Keizerrijk     | 14 |
| Brons  | Andor Szende        | Vlag van Hongarije (1896-1915) | 20 |
| 4      | Per Thorén (5)      | Vlag van Zweden                | 25 |

| Vrouwen |                      |                                |    |
| #       | naam (deelname)      | land                           | pc |
| Goud    | Lily Kronberger (5)  | Vlag van Hongarije (1896-1915) | 5  |
| Zilver  | Elsa Rendschmidt (4) | Vlag van Duitse Keizerrijk     | 10 |

| Paren  |                                          |                                               |      |
| #      | naam (deelname)                          | land                                          | pc   |
| Goud   | Anna Hübler (2) Heinrich Burger (5)      | Vlag van Duitse Keizerrijk                    | 8,5  |
| Zilver | Ludowika Eilers Walter Jakobsson         | Vlag van Duitse Keizerrijk · Vlag van Finland | 14   |
| Brons  | Phyllis Johnson (3) James H. Johnson (3) | Vlag van Verenigd Koninkrijk                  | 19,5 |

Medaillewinnaars

Mannen · 
Vrouwen ·
Paren · 
IJsdansen

 Toernooi

1896 · 
1897 · 
1898 · 
1899 · 
1900 · 
1901 · 
1902 · 
1903 · 
1904 · 
1905 · 
1906 · 
1907 · 
1908 · 
1909 · 
1910 · 
1911 · 
1912 · 
1913 · 
1914 · 
1915-1921 · 
1922 · 
1923 · 
1924 · 
1925 · 
1926 · 
1927 · 
1928 · 
1929 · 
1930 · 
1931 · 
1932 · 
1933 · 
1934 · 
1935 · 
1936 · 
1937 · 
1938 · 
1939 ·
1940-1946 · 
1947 · 
1948 · 
1949 · 
1950 · 
1951 · 
1952 · 
1953 · 
1954 · 
1955 · 
1956 · 
1957 · 
1958 · 
1959 · 
1960 · 
1961 · 
1962 · 
1963 · 
1964 · 
1965 · 
1966 · 
1967 · 
1968 · 
1969 · 
1970 · 
1971 · 
1972 · 
1973 · 
1974 · 
1975 · 
1976 · 
1977 · 
1978 · 
1979 · 
1980 · 
1981 · 
1982 · 
1983 · 
1984 · 
1985 · 
1986 · 
1987 · 
1988 · 
1989 · 
1990 · 
1991 · 
1992 · 
1993 · 
1994 · 
1995 ·
1996 · 
1997 · 
1998 · 
1999 · 
2000 · 
2001 · 
2002 · 
2003 · 
2004 · 
2005 · 
2006 ·
2007 ·
2008 ·
2009 ·
2010 ·
2011 ·
2012 ·
2013 ·
2014 ·
2015 ·
2016 ·
2017 ·
2018 ·
2019 · 
2020 · 
2021 ·
2022 ·
2023 ·
2024

 ISU-kampioenschappen

WK kunstschaatsen junioren ·
EK kunstschaatsen ·
Viercontinentenkampioenschap ·
Olympische Spelen